# حضض صيني
حُضَض صيني أو عُرْقد صيني شجيرة من الحضض في فصيلة الباذنجانية.

## الوصف
تعلو من متر إلى ثلاثة أمتار، ساقها وفروعها قليلة الشوك.

### الأوراق
أوراقها بيضية مستطيلة.

### أزهار
أزهارها بنفسجية زاهية. أزهرارها يستمر من نيسان إلى تشرين.

### الثمار والبذور
تنتج توتًا برتقاليًا أحمر ساطعًا، وشكله بيضاوي الشكل أو مستطيل يحتوي على بذور صفراء مضغوطة ، من 2.5 إلى 3 مم، مع جنين منحني ؛ يختلف عددها على نطاق واسع بناءً على الصنف وحجم الثمار ، من 10 إلى 60. ينضج التوت من يوليو إلى أكتوبر في نصف الكرة الشمالي.

## الاستخدام
يمكن وضع الثمار بالماء الساخن لصنع شاي غوجي. يستخدم النبات منذ قرون في الطب الصيني التقليدي لعلاج الاضطرابات المختلفة وذلك مع غياب دليل سريري عالي الجودة على أن لاستهلاكه تأثير على الصحة أو المرض.

## معرِض الصور

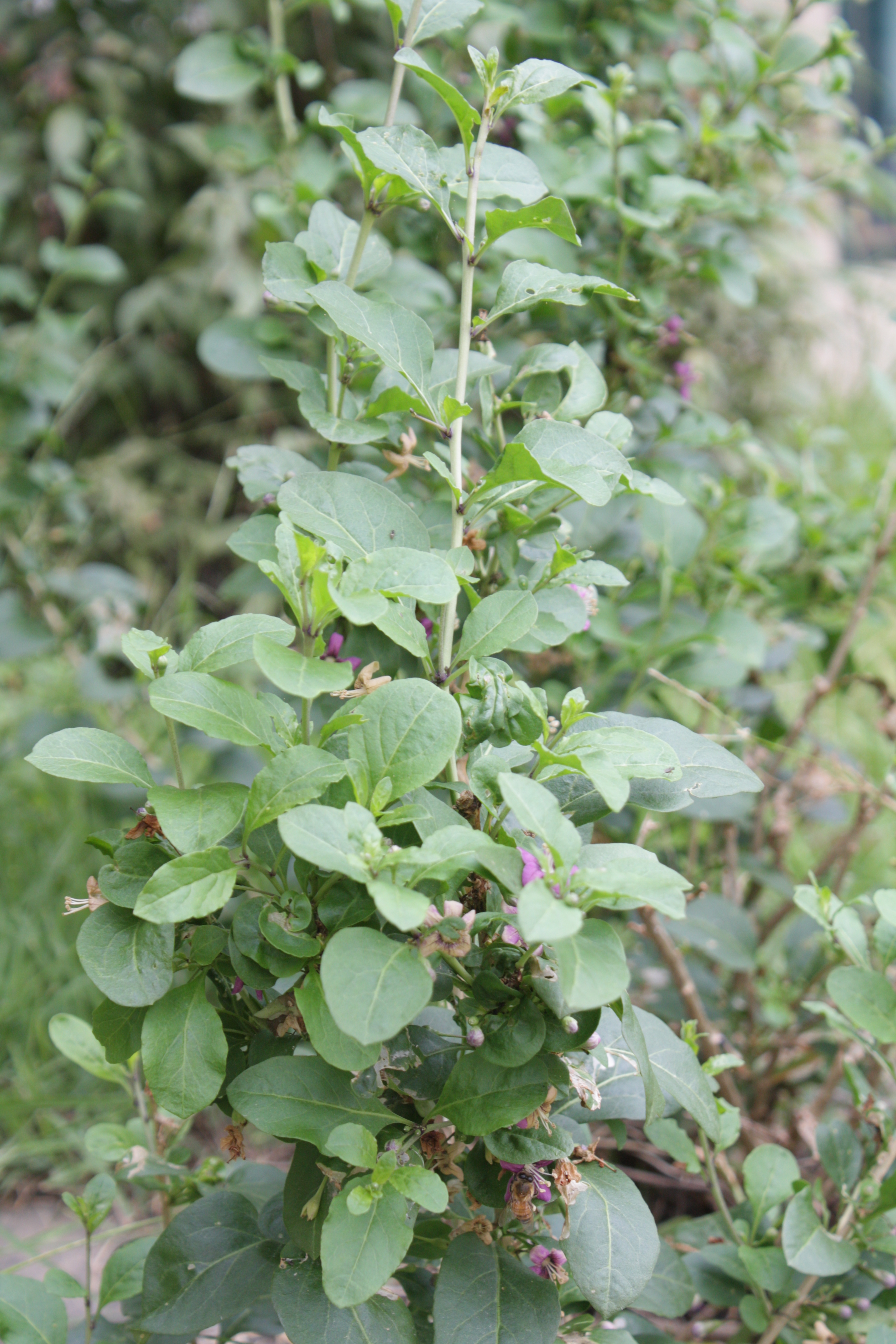
الشكل
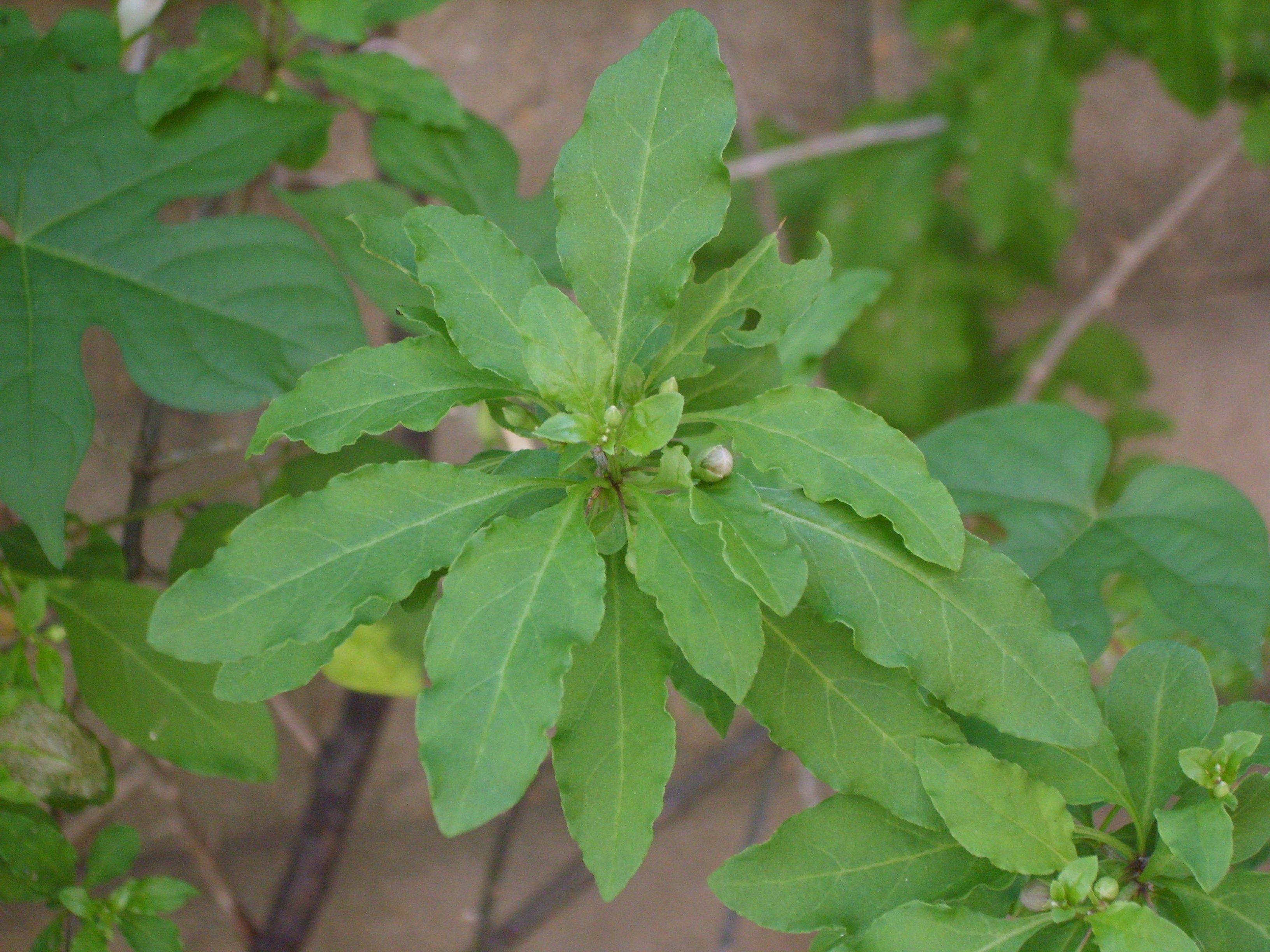
الأوراق والبراعم
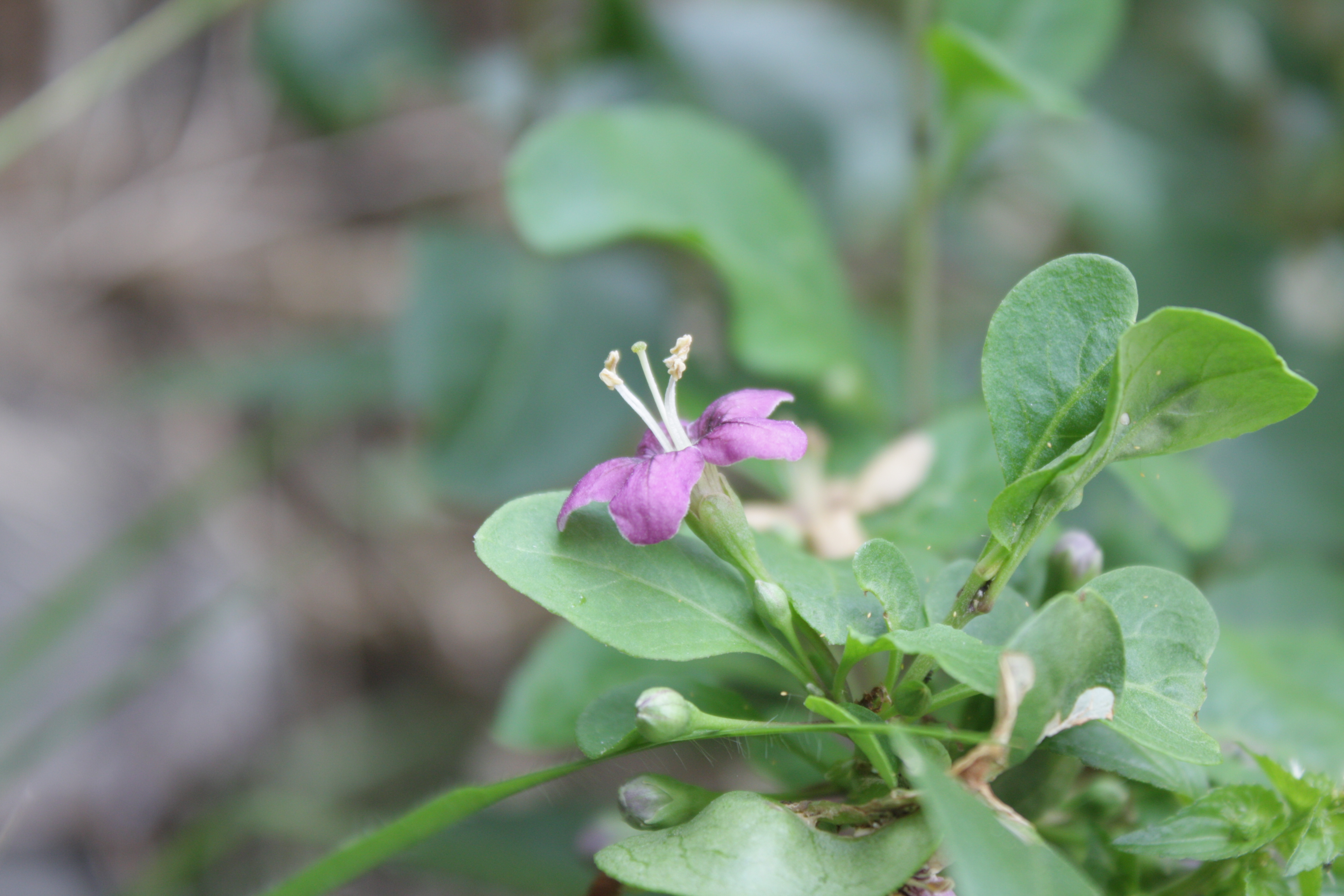
أوراق الشجر والزهور
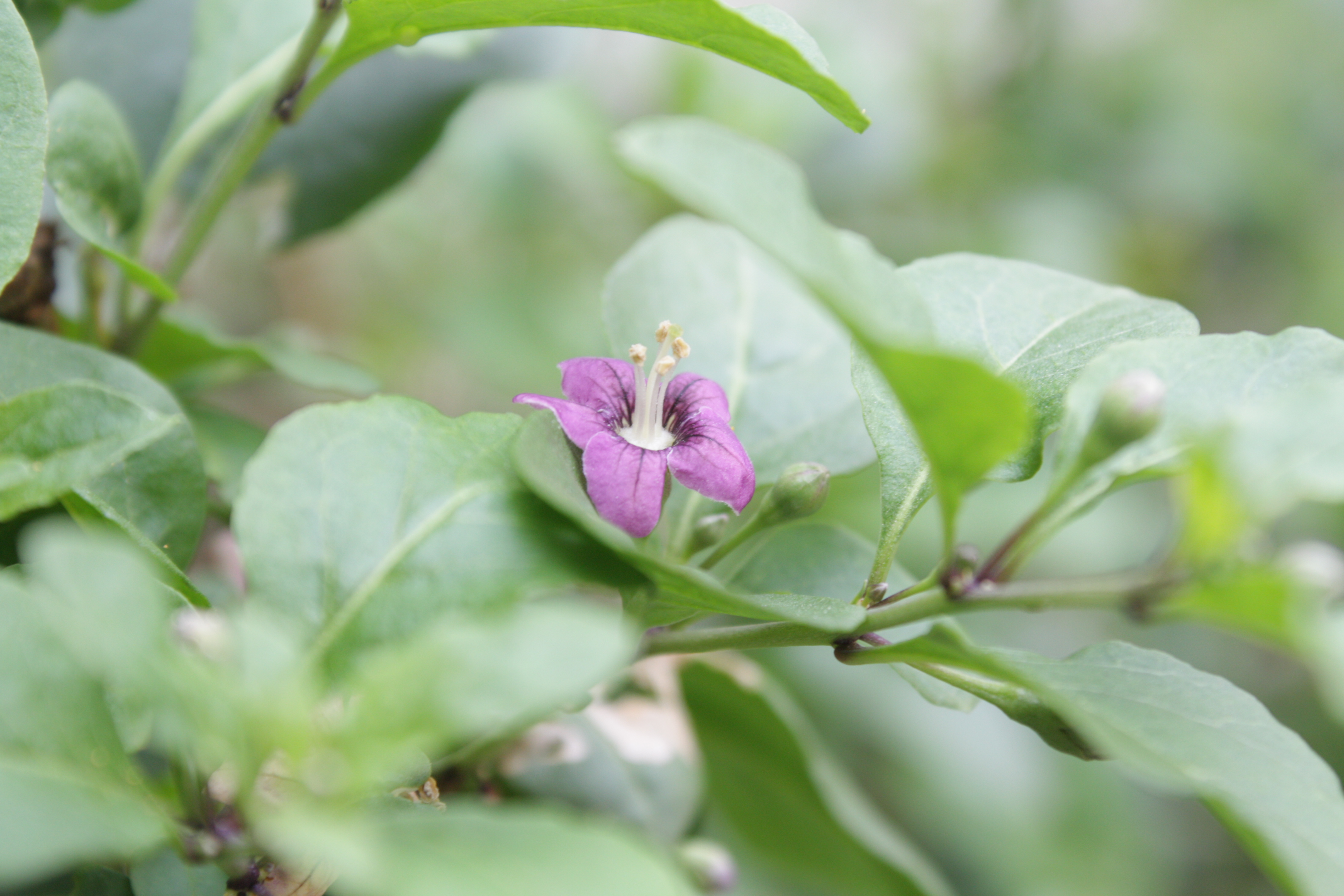
أوراق الشجر والزهور
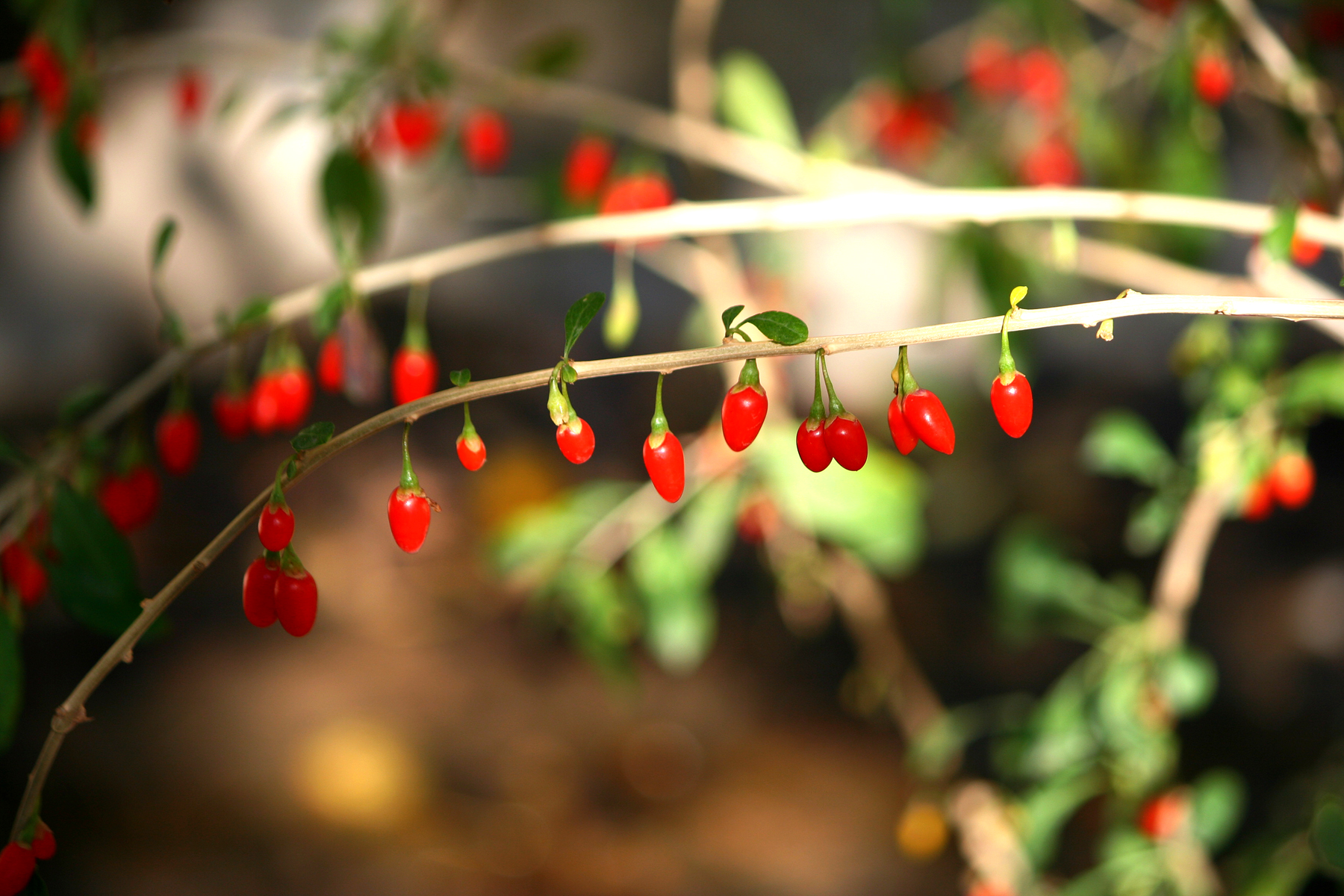
الثمار
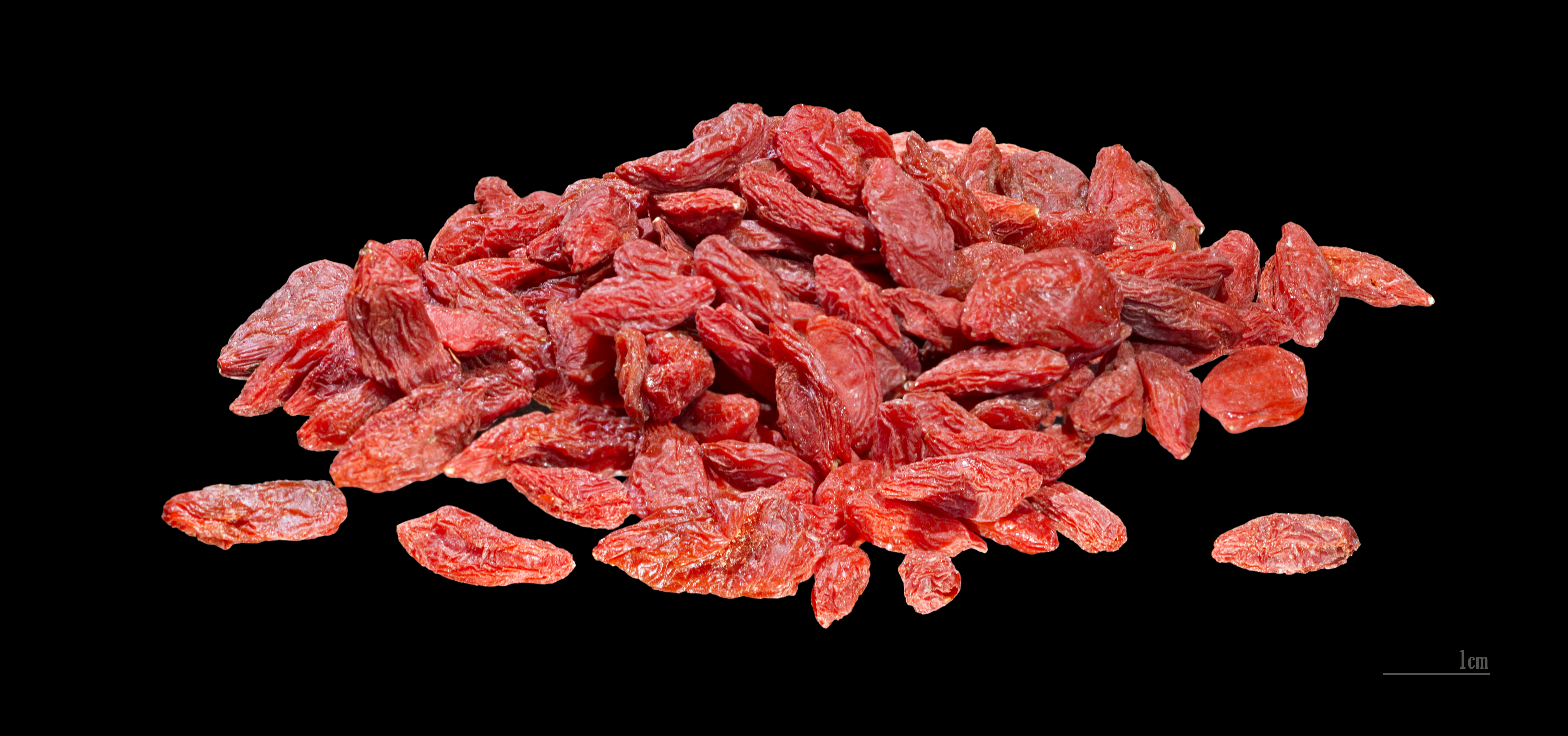
ثماره المجففة

## أنظر أيضا
- قائمة فواكه الطهي
- قائمة الأطعمة المجففة